# Carillon de Villefranche-de-Rouergue
 (novembre 2020).
Si vous disposez d'ouvrages ou d'articles de référence ou si vous connaissez des sites web de qualité traitant du thème abordé ici, merci de compléter l'article en donnant les références utiles à sa vérifiabilité et en les liant à la section « Notes et références ».

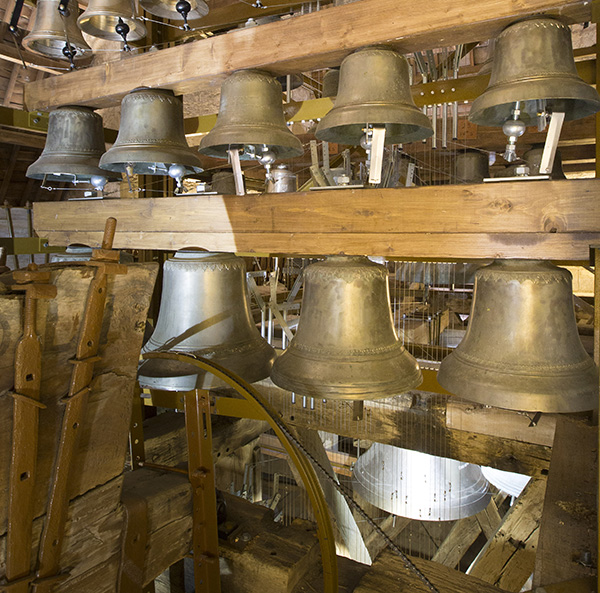

Le carillon de Villefranche-de-Rouergue se trouve dans le clocher-porche de la collégiale Notre-Dame de Villefranche de Rouergue. Constitué de 48 cloches, soit 4 octaves, il sonorise les rues du centre de la bastide de Villefranche-de-Rouergue.

## Description
Ses 48 cloches, d'un poids total de 11 tonnes, couvrent 4 octaves, elles peuvent être sonnées à l'aide d'un clavier dit coup de poing. Les plus anciennes cloches actuellement en place datent de 1818. À la suite d'une rénovation, sept cloches harmonieusement accordées entre elles sont installées.
Ces cloches ont été fondues par M. Dubois, fondeur à Huilliécourt en Haute-Marne. En 1936, 18 cloches en provenance de la fonderie Paccard à Annecy sont ajoutées. En 1940, 6 cloches supplémentaires de la fonderie Paccard sont ajoutées. En 1971, une cloche de volée de 2 tonnes, aussi utilisée par le carillon, est installée. Elle sonne le Do3. En 2014, 17 cloches fondues par la fonderie Cornille-Havard à Villedieu-les-poêles sont installées, ainsi qu'un nouveau clavier.

## Le carillon à Villefranche-de-Rouergue
Le carillon à Villefranche s'inscrit dans la culture populaire, comme dans toutes les villes occitanes équipées d'un carillon même s'il n'a plus le rôle prépondérant pour la diffusion des nouvelles au sein de la commune. Cependant, il reste un accompagnement sonore du centre de la bastide apprécié des habitants.
Ainsi, pour faire vivre cette culture, Villefranche-de-Rouergue est aussi équipée de deux carillons d'études, l'un au lycée-collège Saint-Joseph, et l'autre dans les locaux de l'Association des amis du carillon. Ces carillons d'études permettent à quelques élèves carillonneurs de faire leurs premiers pas sans obliger les habitants à subir leurs fausses notes.

## D'où écouter le carillon?

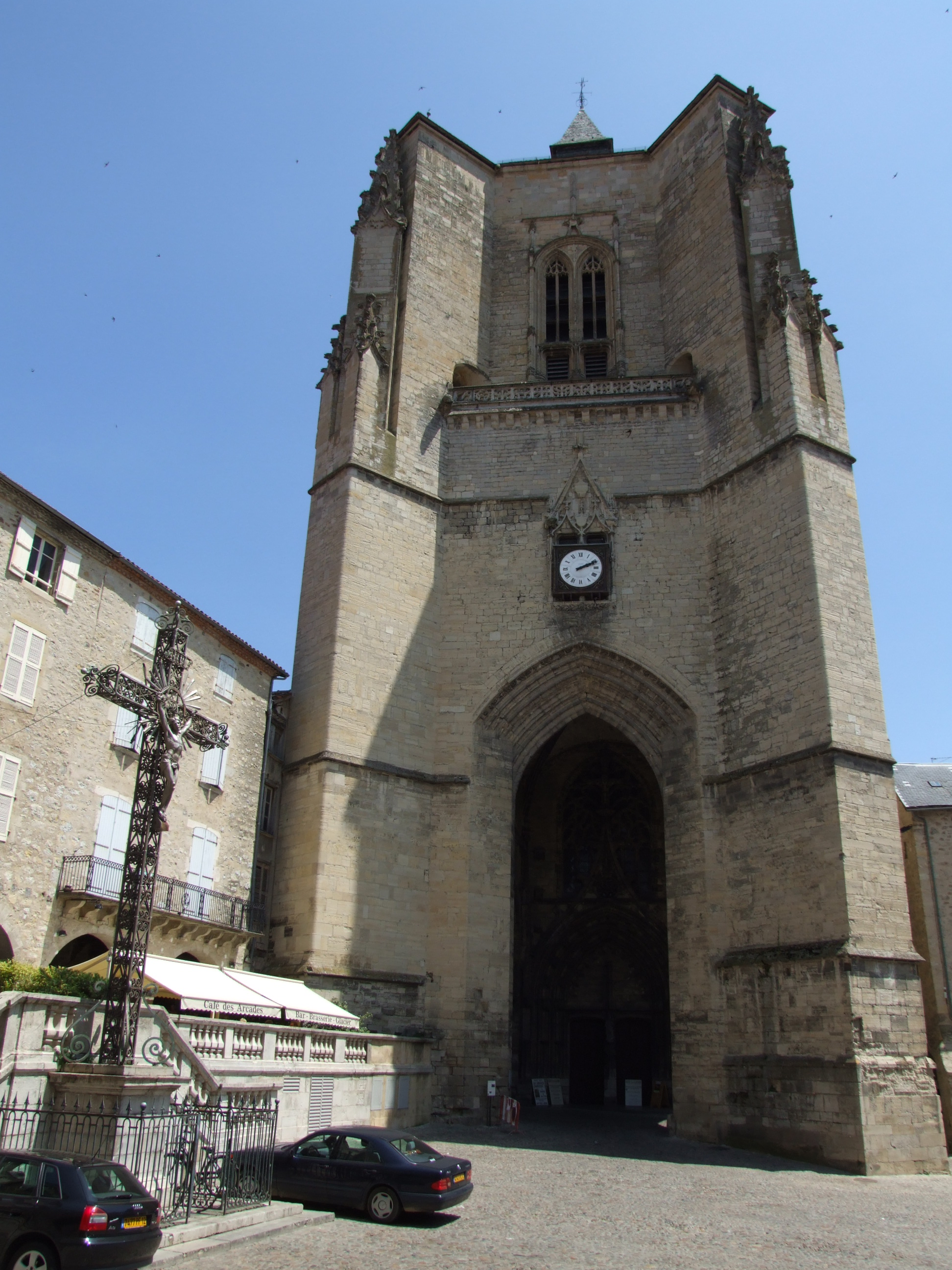
Collégiale Notre-Dame.

Le carillon est entendu sur le centre de la bastide. Cependant, à proximité de la collégiale, on l'entend beaucoup mieux, le son est moins couvert par les autres bruits de la ville. Certaines personnes s'installent dans la collégiale pour l'écouter. Ce n'est pas une bonne idée : on l'y entend très mal.
La place Notre-Dame est très agréable pour écouter le carillon et, certains jours, les jets d'eau s'animent au son du carillon. Cependant, le meilleur endroit pour écouter est le bas de la place Lescure, sur le petit muret face au clocher.

## Les carillonneurs
Certains carillonneurs de la ville sont restés très populaires. Boudou est ainsi resté pour beaucoup l'éternel carillonneur de la ville.
De 1818, le carillonneur était Coustillières. À son décès, il a été remplacé par Boudou, dit père.
Boudou fils, dit aussi Compono, succéda à son père en 1865. Il resta carillonneur pendant 40 ans. Il joua une dernière fois à l'armistice de 1918.
Gafier succéda à Boudou fils. Ce fut ensuite Baconnet, Frespech, puis Anglade.
Anglade finit aveugle, mais n'en montait pas moins tous les jours jouer du carillon. À son décès, en 1961, le clavier mécanique fut démonté, et seul l'automate faisait résonner le carillon.
Aujourd'hui, Paul-Henri Mériau et Sylvie Mille partage le titre de carillonneur de Villefranche-de-Rouergue.
Il y a les titulaires, mais il y a aussi tous les carillonneurs occasionnels : Villefranchois jouant de temps en temps, ou carillonneur d'une autre ville de passage à Villefranche-de-Rouergue, jouant l'espace de quelques instants.

## Mécanisation et électrification
Selon la guilde mondiale des carillonneurs, un carillon est un ensemble d'au moins 24 cloches harmonieusement accordées entre elles, et un clavier pour faire sonner ces cloches. Ce clavier, important pour répondre à la définition de carillon, n'a pas toujours été clairement présent au cours de son histoire, comme pour beaucoup de carillons.
Les premières traces attestées d'un clavier remonte à un règlement du carillonneur de 1820 où il est fait mention que le carillonneur doit entretenir, sur le budget de son indemnité, le clavier et la mécanique. Des restes de renvoi de câbles attestent que ce clavier a eu différentes localisations, probablement à côté de l'orgue, puis la salle de l'horloge.
L'électrification du carillon a commencé à la fin des années 1930. Les cloches pouvaient être actionnées électriquement dès cette période. En 1961, au décès du carillonneur, le clavier mécanique a été remplacé par une commande entièrement électrique. Assez rapidement, un clavier midi permettait depuis la sacristie de jouer des mélodies sur le carillon.
Lors de la rénovation de 2014, un clavier mécanique a été réinstallé dans la salle des cloches, en complément d'un automate. En 2020, le carillon fonctionne selon deux modes : quand un carillonneur est installé au clavier, nous entendons son jeu. En journée, un automate joue à intervalle régulier des mélodies préprogrammées.

## Événements
Des événements sont régulièrement organisés.
La Guilde des carillonneurs de France a tenu son congrès à Villefranche-de-Rouergue à l'instigation de l'association des Amis du carillon de Villefranche.
Événements réguliers :
- tous les jeudis matin de 10h30 à 11h00, un carillonneur joue pour le marché
- tous les samedis matin de 9h30 à 10h30, un carillonneur jour pour le marché
- chaque 4e dimanche du mois, de 15h à 17h, concert de carillon, et visite en dehors des périodes de crise sanitaire
- chaque mois de décembre, Nadalets[5],[6] et chant de Noël de 18h30 à 19h00

## Les cloches avant 1818
Depuis 1818 existe un ensemble de 7 cloches harmonieusement accordées entre elles et un clavier qui active des marteaux pour sonner des mélodies sur ces cloches. Cependant, avant la Collégiale était déjà équipée de plusieurs cloches qui sonnaient déjà des mélodies.
La construction de la Collégiale commença en 1260. Les premières présences avérées de cloches remonte au XIVe : il est clairement mentionné la présence d'au moins une cloche, très certainement deux en 1332 dans la grande église de Villefranche-de-Rouergue qui n'était pas encore la collégiale.
En 1369, il très probable qu'il y ait 4 cloches.
En 1443, on parle d'une cinquième cloche.
En 1503, est mentionnée une cloche dédiée aux heures. Les usages précisent que la cloche dédiée aux heures l'est exclusivement, soit 4 cloches pour jouer des airs.
En 1604, la cloche des heures est installée dans le lanternon. Nous savons qu'il y a au moins 4 autres cloches.
En 1712, il est mentionné la refonte de 4 cloches, et une cloche conservée.
En 1753, une refonte des cloches nous permet d'avoir un inventaire assez précis :
- La Vieille, 2,8 t
- La Grande, 2,2 t
- La Tertial, 1 t
- La Fabresse, 240 kg
- La Mandarelle, 160 kg.